# Compagnons (film)
Pour plus de détails, voir Fiche technique et Distribution.
Compagnons est une comédie dramatique française réalisée par François Favrat, et sortie en 2021.

## Synopsis
Naëlle (Najaa Bensaid), jeune banlieusarde, tente de se remettre sur le droit chemin en apprenant un métier exigeant mais passionnant à l'aide d'une association ouvrière.

## Fiche technique
- Titre original : Compagnons
- Réalisation : François Favrat
- Scénario : Johanne Bernard et François Favrat
- Photographie : Jeanne Lapoirie
- Décors : Mathieu Menut[1]
- Costumes : Caroline Spieth
- Montage : Clémence Samson
- Musique : Éric Neveux
- Son : Pierre Mertens et Stéphane Thiébaut
- Production : Romain Brémond et Daniel Preljocaj
  - Coproduction : Cloé Garbay et Bastien Sirodot
- Sociétés de production : Soyouz Films, Wild Bunch et France 2
- Société de distribution : Wild Bunch
- Pays de production :  France
- Langue originale : français
- Format : couleur — 1,85:1[1]
- Genre : comédie dramatique
- Durée : 110 minutes
- Dates de sortie :
  - France : 10 novembre 2021 (Arras Film Festival)[2] ; 23 février 2022 (en salles)
  - Belgique : 22 juin 2022
  - Québec : novembre 2022

## Distribution
- Najaa Bensaid : Naëlle
- Agnès Jaoui : Hélène
- Pio Marmaï : Paul
- Soriba Dabo : Adama
- Tom Koko Bikusa : Likamba
- Youssouf Wague : Coca-man
- Mouad Habrani : Djibril
- Kevin Boudeau : Martin
- Sam Louwyck : Jorgen Ampe
- Geneviève Mnich : Elise Germain
- Louis Cristiani : Luis

## Accueil

### Critique
La critique est globalement positive. « Passionnant » pour 20 Minutes, Les Fiches du cinéma parle d'un film « de bons sentiments et de situations quelque peu stéréotypées ». L'actrice Najaa Bensaid est également saluée par la critique. Le Monde parle d'une « embrouille peu crédible », Les Inrockuptibles parle d'une « insipide fable en forme de tract publicitaire ».
Le site Allociné donne une moyenne de 2,9/5 pour un consortium de 16 titres de presse.

### Box-office
Pour son premier jour d'exploitation, la comédie dramatique se place en deuxième position du box-office des nouveautés avec 12 475 entrées, dont 658 en avant-première, pour 342 copies. Le long-métrage suit le film policier Maigret (57 941) et devance d'une courte tête Zaï zaï zaï zaï (12 048). Pour sa première semaine d'exploitation en France, le film engrange 54 164 entrées.